# Zavadilka (Pavlov)
Zavadilka (dříve Čtyři Dvory, německy Vierhöfen) je osada a katastrální území obce Pavlov v okrese Šumperk. Nachází se asi 6 km jihozápadně od Mohelnice. V roce 2011 zde žilo 64 obyvatel v 23 domech.
V katastrálním území je registrováno 29 čísel popisných. Osadou prochází silnice II/644. Nachází se zde kaple a mateřská školka.
| Rok            | 1869 | 1880 | 1890 | 1900 | 1910 | 1921 | 1930 | 1950 | 1961 | 1970 | 1980 | 1991 | 2001 | 2011 |
| -------------- | ---- | ---- | ---- | ---- | ---- | ---- | ---- | ---- | ---- | ---- | ---- | ---- | ---- | ---- |
| Počet obyvatel | 114  | 97   | 101  | 107  | 118  | 119  | 119  | 84   | 75   | 68   | 57   | 53   | 50   | 64   |
| Počet domů     | 18   | 18   | 18   | 18   | 20   | 20   | 21   | 20   | –    | 18   | 17   | 18   | 20   | 23   |